# Дан (ступінь)

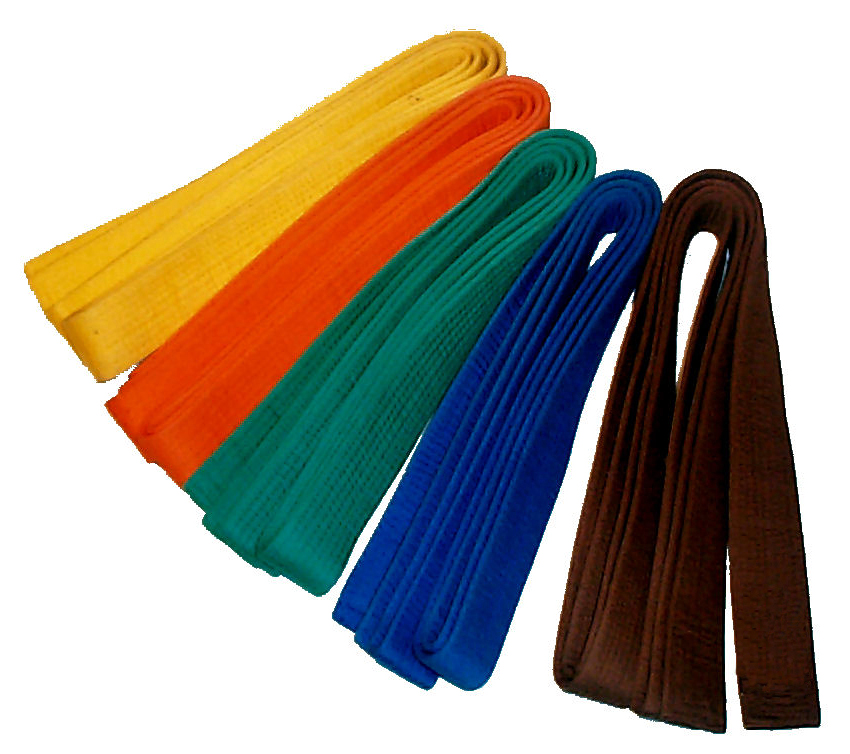
Кольорові пояси, що відповідають певним кю

Дан (яп. 段, дан, «ступінь», «сходинка») — ступінь в японських бойових мистецтвах, зокрема в айкідо, дзюдо, кендо, карате. Записується ієрогліфом, що означає рівень, сходи (段). Сходинки йдуть одна за одною, і не можна подолати цю відстань одразу, як на ліфті або ескалаторі. Для того, щоб зробити крок на сходинку вище, треба пройти попередні. Це філософія багатьох релігій тощо.

## Го
Система данів виникла в го. Різниця в один дан відповідала одному форовому каменю, який виставлявся на гобан перед початком гри. Так, гравець 5-го дану дозволяв гравцеві 1-го дану виставити чотири форові камені. При такій формі гра ставала приблизно рівною. Найвищим ступенем у го є рівень 9-го дану. Для гравців, слабших за рівень першого дану, існує додаткова класифікація із учнівськими ступенями: кю. Найвищий кю 1-й, найнижчий (відповідає початківцю) — 30-й. Гравець першого кю в грі з першим даном виставляє лише один камінь (тобто ходить першим).
В сучасну еру розрізняють професійну й любительську градацію. Любителі зберегли відповідність між данами й форовими каменями. Найвищим любительським рівнем вважається 6-ий дан. 7-й та 8-й дан присвоюються в окремих випадках для визнаних майстрів-любителів, які грають на професійному рівні.
У професійному го різниця між данами відповідає приблизно 1/3 форового каменя. Професійні ліги мають складні правила присвоєння звань для своїх гравців. 1-й професійний дан вважається приблизно рівним 7-му любительському.
Розроблену в го систему запозичили інші види спорту, хоча в них немає строгої відповідності рівня форі.

## Бойові мистецтва
Система ступенів виникла не так вже й давно.
Створив та ввів у використання цю систему Кано Дзіґоро, засновник дзюдо
у період правління роду Мейдзі (1868—1912)
Раніше існувала інша система позначення ступенів. Вона існує і дотепер у класичних формах будзюцу і будо. Класифікація за старою системою виглядає так :
- сьоден — попередній ступінь передачі знань для початку навчань
- тюден — середній ступень, підтверджує, що учень пройшов пів шляху
- окуден — глибоке пізнання вчення, що передається секретним шляхом
- менкьо кайден — той, хто отримав всі знання і секрети
- мокуроку, інка — найвищий ступінь пізнання

Людина, яка отримала ступінь менкьо кайден та мокуроку, може заснувати школу під егідою свого вчителя і вважається його наступником.
До Другої світової війни і майже до її закінчення ступеня й титули надавав університет японського будо Бутокукай.
Ступені йшли з першого по десятий дан. А титулами були
- ренсі -
- кьосі — мінімальний ступінь — 5-й дан
- хансі — вік — не менш 60и років і не раніше ніж через 7 років після отримання кьосі

Дани — це етапи прогресу. Дуже часто кожна школа, федерація надає дани та титули самостійно, тому буває ситуація, коли в іншій школі бойового мистецтва треба підтвердити свої вміння і знання технік.
Сучасне будо більше йде до духовного та фізичного розвитку, аніж до вдосконалення техніки бою. Уся сукупність технік стає відомою вже на початку пізнання мистецтва, з часом міняється лише їх виконання учнем, а не вони самі. Сучасне вивчення бойових мистецтв базується на одночасному розвитку тіла й духа.
Попри те, що данів існує 8, спеціальна комісія може присвоїти 9-ий та десятий дани посмертно за особливі заслуги та життя. Посмертні ступені присвоюються як виняткові титули.
Нинішнє присудження ступенів проходить згідно з трьома критеріями:
- знання технік, їх виконання
- особові якості
- що практикуючий робить для свого самовдосконалення

Навіть якщо кандидат на підвищення рівня гарно володіє технікою, але має невпорядковане та незбалансоване життя (як особисте, так і суспільне), він не може отримати високі ступені. І навпаки, той хто практикує бойове мистецтво давно, має гарні людські якості, але його техніка не дуже досконала, може отримати як звичайні титули, так й почесні.